# Xander Schauffele
Alexander Victor Schauffele (San Diego, 25 ottobre 1993) è un golfista statunitense, attivo principalmente nel PGA ed European Tour.
È vincitore della medaglia d'oro olimpica nell'individuale ai Giochi di Tokyo 2020 e del PGA Championship 2024, primo major della sua carriera, risultando quindi l'unico golfista a vincere uno dei 4 più importanti tornei al mondo da campione olimpico in carica.

## Biografia
Nato a San Diego da padre francotedesco e madre taiwanese, proviene da una famiglia di atleti e calciatori: il padre Stefan fu aspirante decatleta, mentre il bisnonni Richard (altresì discobolo, pesista e giavellottista multititolato) e Johann Hoffmann furono calciatori di discreto successo in Europa.
Durante gli studi universitari all'Università statale della California, Long Beach e poi all'Università statale di San Diego ha giocato a golf. Nel 2014 ha battuto il connazionale Hossler aggiudicandosi il campionato amatoriale della California al prestigioso La Costa Resort & Spa, prima di essere sconfitto dallo stesso nella contesa finale del Western Amateur qualche mese dopo. I risultati a livello dilettantistico gli valgono l'ingresso nella Top 10 del ranking amatoriale mondiale prima del suo passaggio al professionismo nel 2015.. Nel 2021 partecipa a Tokyo 2020 e vince la prima medaglia d'oro americana dalla riammissione del golf alle olimpiadi. Vince il torneo olimpico con 266 colpi in 4 giornate, 18 sotto il par.
Nel 2024 ha conquistato i primi tornei Tornei Major in carriera: difatti, a maggio ha vinto il PGA Championship e a luglio ha conquistato il The Open Championship battendo il britannico Justin Rose e il connazionale Billy Horschel.

## Vittorie professionali (12)

### PGA Tour vittorie (9)
| Legenda                      |
| Major (2)                    |
| World Golf Championships (1) |
| FedEx Cup playoff eventi (1) |
| Altro PGA Tour (5)           |

| No. | Data               | Torneo                                              | Punteggio di vittoria | To par | Margine | Secondo/i                     |
| --- | ------------------ | --------------------------------------------------- | --------------------- | ------ | ------- | ----------------------------- |
| 1   | 9 luglio, 2017     | Greenbrier Classic                                  | 64-69-66-67=266       | −14    | 1 colpo | Robert Streb                  |
| 2   | 24 settembre, 2017 | Tour Championship                                   | 69-66-65-68=268       | −12    | 1 colpo | Justin Thomas                 |
| 3   | 28 ottobre, 2018   | WGC-HSBC Champions                                  | 66-71-69-68=274       | −14    | Playoff | Tony Finau                    |
| 4   | 6 gennaio, 2019    | Sentry Tournament of Champions                      | 72-67-68-62=269       | −23    | 1 colpo | Gary Woodland                 |
| 5   | 24 aprile, 2022    | Zurich Classic of New Orleans (con Patrick Cantlay) | 59-68-60-72=259       | −29    | 2 colpi | Sam Burns e Billy Horschel    |
| 6   | 26 giugno, 2022    | Travelers Championship                              | 63-63-67-68=261       | −19    | 2 colpi | J. T. Poston, Sahith Theegala |
| 7   | 10 luglio, 2022    | Genesis Scottish Open1                              | 72-65-66-70=273       | −7     | 1 colpo | Kurt Kitayama                 |
| 8   | 19 maggio 2024     | PGA Championship                                    | 62-68-68-65=263       | −21    | 1 colpo | Bryson DeChambeau             |
| 9   | 21 luglio 2024     | The Open Championship                               | 69-72-69-65=275       | -9     | 2 colpi | Billy Horschel, Justin Rose   |

1Co-sanzionato dall'European Tour

### European Tour vittorie (2)
| Legenda                      |
| World Golf Championships (1) |
| Rolex Series (1)             |
| Altro European Tour (0)      |

| No. | Data             | Torneo                 | Punteggio di vittoria | To par | Margine | Secondo       |
| --- | ---------------- | ---------------------- | --------------------- | ------ | ------- | ------------- |
| 1   | 28 ottobre, 2018 | WGC-HSBC Champions     | 66-71-69-68=274       | −14    | Playoff | Tony Finau    |
| 2   | 10 luglio, 2022  | Genesis Scottish Open1 | 72-65-66-70=273       | −7     | 1 colpo | Kurt Kitayama |

1Co-sanzionato dal PGA Tour

## Tornei Major

### Vittorie (2)
| Anno | Campionato            | 54 buche           | Punteggio di vittoria | Margine | Secondo                     |
| ---- | --------------------- | ------------------ | --------------------- | ------- | --------------------------- |
| 2024 | PGA Championship      | Tied per lead      | −21 (62-68-68-65=263) | 1 colpo | Bryson DeChambeau           |
| 2024 | The Open Championship | 1 colpo di deficit | −9 (69-72-69-65=275)  | 2 colpi | Billy Horschel, Justin Rose |